# Jane Squire
Jane Squire (1686-1743) est une écrivaine scientifique anglaise, unique femme connue à avoir participé activement aux débats du XVIIIe siècle sur la manière de déterminer la longitude en mer. 
Elle est l'une des seules (l'autre étant Elizabeth Johnson) à avoir proposé des méthodes dans le but de recevoir une récompense comme le stipule le Longitude Act de 1714.

## Biographie
Jane Squire est née et baptisée à York en 1686 de parents riches et influent Priscilla et Robert Squire. Elle décède à Londres en 1743.  
Jane Squire déménage à Londres en 1720, malgré son implication dans un litige et son emprisonnement pour une dette qui durera trois ans. Elle utilise ses relations influentes pour poursuivre ses travaux en lien avec l'Église sur la longitude en mer et la diffusion de son livre, A Proposition to Determine our Longitude (deux éditions, 1742 et 1743),. Elle envoie également des copies à Rome dans l'espoir d'obtenir le soutien du pape Benoît XIV. 
Jane Squire est déterminée à faire entendre ses idées, bien qu'elle soit une femme. Elle inclut dans son livre une lettre écrite à Thomas Hanmer (l'un des premiers commissaires nommés par le Longitude Act) en 1733 dans laquelle elle déclare « Je ne connais aucun objet, qui ne me semble pas un instrument mathématique ; ni aucun instrument mathématique, qui ne m'apparaisse pas comme un objet : je ne vois donc pas pourquoi je me limiterais aux aiguilles, aux cartes et aux dés ». Thomas Hanmer lui donne une réponse également dans son livre « Préparez vous à mentir à cause de votre sexe pour éviter certains préjugés ». Bien que son projet n'est pas réalisable, elle gagne l'oreille d'un certain nombre de personnes influentes, dont Hans Sloane et Abraham de Moivre. Elle reste convaincue jusqu'à la fin qu'elle mérite une récompense pour son travail. 
Une notice nécrologique du Daily Post la qualifiait de « Dame très bien avisée en astronomie, en philosophie et dans la plupart des domaines de la littérature polie ».

## Proposition de longitude
Les propositions de Jane Squire pour déterminer la longitude en mer s'inspirent de l'astronomie contemporaine, de traditions savantes et d'un prisme religieux. Ses livres décrivent un schéma qui divise le ciel en plus d'un million de segments avec une horloge sidérale fixée sur la position de l'étoile de Bethléem lors de la naissance de Jésus. À l'époque les recherches liées à la religion ne sont « pas rares » comme l'horloge destinée à annoncer l'heure des clochers d'église. Elle propose également l'utilisation de bouées marines (décrites comme des créatures marines artificielles) pour faciliter la cartographie.  
Lorsque le pape Benoît XIV reçoit la communication de Jane Squire, il demande à l'Académie des sciences de Bologne d'évaluer la proposition. La réponse est négative, bien qu'elle indique que les femmes devraient être encouragées à étudier les sciences mathématiques.  Le travail de Jane Squire n'est pris en compte dans aucune des réunions du Bureau des longitudes anglais (Board of Longitude) et il est rejeté au 20e siècle comme les "solutions de noix" qui circulaient à l'époque,. Plus récemment, des universitaires commencent à prendre sa contribution et les réponses de ses contemporains plus au sérieux afin de comprendre les cultures scientifiques et religieuses de l'époque, mais aussi l'importance du genre et de la classe sociale pour se faire entendre dans les débats,.